# Plebejus pardoi
Plebejus pardoi är en fjärilsart som beskrevs av Bustillo och Rubio 1972. Plebejus pardoi ingår i släktet Plebejus och familjen juvelvingar. Inga underarter finns listade i Catalogue of Life.